# Gmina Eksjö
Gmina Eksjö (szw. Eksjö kommun) – gmina w Szwecji, w regionie Jönköping, siedzibą jej władz jest Eksjö.
Pod względem zaludnienia Eksjö jest 134. gminą w Szwecji. Zamieszkuje ją 16 571 osób, z czego 50,33% to kobiety (8340) i 49,67% to mężczyźni (8231). W gminie zameldowanych jest 528 cudzoziemców. Na każdy kilometr kwadratowy przypada 20,66 mieszkańca. Pod względem wielkości gmina zajmuje 127. miejsce.